# Leo Wyatt
Leonardo Leo Wyatt  er en fiktiv person fra den amerikanske tv-serie Heksene fra Warren Manor, spillet af skuespilleren Brian Krause.

## Biografi
Leo er født d. 6. maj 1924 i San Francisco, Californien, søn af Christopher Wyatt og er vokset op i Burlingame, Californien.

### Før seriens start
Leo var læge for USA's militær i 2. verdenskrig. Han var gift med en kvinde, der hed Lillian. Mens han arbejdede under Slaget om Guadalcanal, døde to af hans venner kaldet Nathan og Rick d. 14. november 1942. Kort tid efter døde han selv og blev derefter whitelighter på grund af sine gode gerninger. Leo er en pacifist, som er blevet forbudt at dræbe af De Ældre. Leo har set til mange; både fremtidige whitelightere og gode hekse. 
Efter sin død tog han over til Lillian i en drøm og bad hende om at komme videre med sit liv.
Sidst i 1960'erne blev Leo venner med Penny og Allen Halliwell, bedstemor og bedstefar til De kraftfulde søstre. En af hans følgesvende var en kvinde kaldt Natalie, som han blev gode venner med efter 2. verdenskrig.

## Whitelighter for søstrene
Leo blev derefter søstrenes Whitelighter på ordre af De Ældre. Da de ikke måtte vide, at han var Whitelighter, fik Leo et job som håndværker for at fikse deres gamle hus. Phoebe og Piper blev med det samme forelsket i ham. Piper og Phoebe sloges om hans opmærksomhed, mens han arbejdede på huset, han syntes dog bedst om Piper, samtidig med at Phoebe kun gjorde det for at gøre Piper jaloux. Piper inviterede Leo til middag på Quake for at kigge på, hvad der skulle gøres færdig i huset.
Selvom Piper og Leo starter med at date og have et forhold, måtte han forlade hende, da forhold mellem hekse og Whitelightere var forbudt. Leo blev tvunget til at kigge efter nogle andre, men han kiggede alligevel lidt til søstrene ved mange lejligheder.
Da Leo kom tilbage, opdagede Phoebe ham bruge whitelightermagi, og han tilstod til hende. Han blev senere hårdt såret af en Darklighter gift pil, da han prøvede at beskytte Daisy, den han skulle kigge efter, og kom til Warren Manor for hjælp hvor Piper lærte, at han var Whitelighter. Piper brugte en besværgelse for at bytte kræfter med Leo, så hun kunne hele ham, mens Phoebe og Prue beskyttede Daisy og udslettede Darklighteren, som var forelsket i Daisy. Selvom Leo tilbød at stoppe med at være Whitelighter for at være sammen med Piper, ville hun ikke få ham til at vende ryggen til hans kald.
Piper tog til fremtiden med Phoebe og Prue og så, at hun og Leo var skilt og havde en dater, Melinda Halliwell.
Piper prøvede på at komme videre og indledte en affære med sin nabo Dan Gordon.
De Ældre havde en en regel om, at man ikke måtte hele, når skaden ikke var på grund af en dæmon. Reglen blev brudt, da Leo reddede Piper fra en dødelig sygdom. På grund af det blev han suspenderet fra at være Whitelighter i 3 måneder.

## Ægteskab til Piper og deres familie
Leo fik sine vinger tilbage og Pipers hjerte med. Han friede til Piper, da de kom tilbage fra Whitelighter dimensionen.
En warlock, Eames, dræbte mange gode hekse og andre overnaturlige væsner for at nå hans mål. Så en anden Whitelighter, Natalie, der var gode venner med Leo kom for at få hjælp. De Ældre var så glade for søstrenes hjælp, at de tillod Leo at blive forlovet og gift med Piper.
Brylluppet blev holdt af Bedste og De Ældre tillod at Patricia Halliwell at komme tilbage fra de døde i en enkelt dag for at se hendes datters bryllup. Til brylluppet kom også Phoebe Halliwell, Prue Halliwell, Viktor Bennet, Cole Turner og Darryll Morrys. Selvom brylluppet var lovligt i den magiske verden, var den ikke i den dødelige, fordi Leo og Bedste begge var døde på papiret.
Ikke så lang tid efter blev Piper gravid. Babyen havde vældig magisk kræft. Den gjorde, at hun bøvsede whitelighterbobler, og den lavede også et magisk skjold omkring hende. Den ændrede også hendes kræfter meget, hvilket irriterede hende grænseløst. På et tidspunkt byttede den ufødte baby også om på Leos og Pipers kræfter, indtil de indså, hvor hårdt den andens liv var. 
Piper fødte en lille dreng, som de navngav Wyatt Matthew Halliwell. Han blev kaldt således på grund af Leos efternavn og for at ære hans forrige liv. Mange mener, at Matthew er på grund af Paiges efternavn.
Da Leo og Piper begyndte at skændtes, og det påvirkede Pipers kræfter, foreslog Phoebe at de kunne gå til en parterapeut. Piper kastede en besværgelse, der fik dem til at se de gode og svære tider i deres forhold, der kunne minde dem om, hvorfor de blev gift. Samtidig med at den hjalp dem med deres forhold, fandt de også nogle emner de lige skulle have snakket om.
Leo's ægteskab til Piper var turbulent, Især da han blev forfremmet til en Ældre, efter at have reddet dem. Som en Ældre måtte han ikke bo med sin familie, men han lovede altid at holde øje med dem. Leo var dog meget mistænkelig over deres nye Whitelighter, Chris Perry, der påstod at han kom fra fremtiden, og han forblev involveret i familiens liv, da prøvede på at afsløre Chris. Chris virkede ligeså irriteret over Leo, selvom man senere fandt ud af, at han var Piper og Leos søn. Chris sagde, at Leo altid var der for alle andre, men aldrig for Chris. Han fik aldrig nær så meget opmærksomhed som Wyatt, fordi han ikke var nær så kræftfuld. Mens de arbejdede sammen for at finde ud af, hvad der gjorde Wyatt ond i fremtiden og prøvede på at forhindre det, fik de et bedre forhold til hinanden.
Da de lige havde fået et rigtig far-søn forhold, blev Chris dræbt af Gideon, en anden Ældre og Rektor for Magic School. Det var ved dette tidspunkt, at han fandt ud af, at det var Gideon, der var den skyldige og fandt også ud af, at det var Barbas, der havde fået ham til at udleve hans værste frygt – dræbe en Ældre og den ældre (onde) Wyatt dræbe ham. Han indså, at Barbas måtte have samarbejdet med Gideon. Mens Chris forsvandt, havde han stadig chancen for at redde Wyatt, og han gik efter Gideon, dræbte ham og reddede Wyatt fra at blive ond. Chris blev født nogle timer efter. Mens han flygtede fra de andre Ældre og sandheden, blev Leo genforenet med sin familie, og han klippede sine vinger og blev senere rektor for Magic School, og blev ved hans familie.
I sæson 8 blev Leo taget af skæbnens engel, i stedet for hans liv, så Piper ville blive motiveret til at udføre hendes ultimative skæbne.